# Rubedo

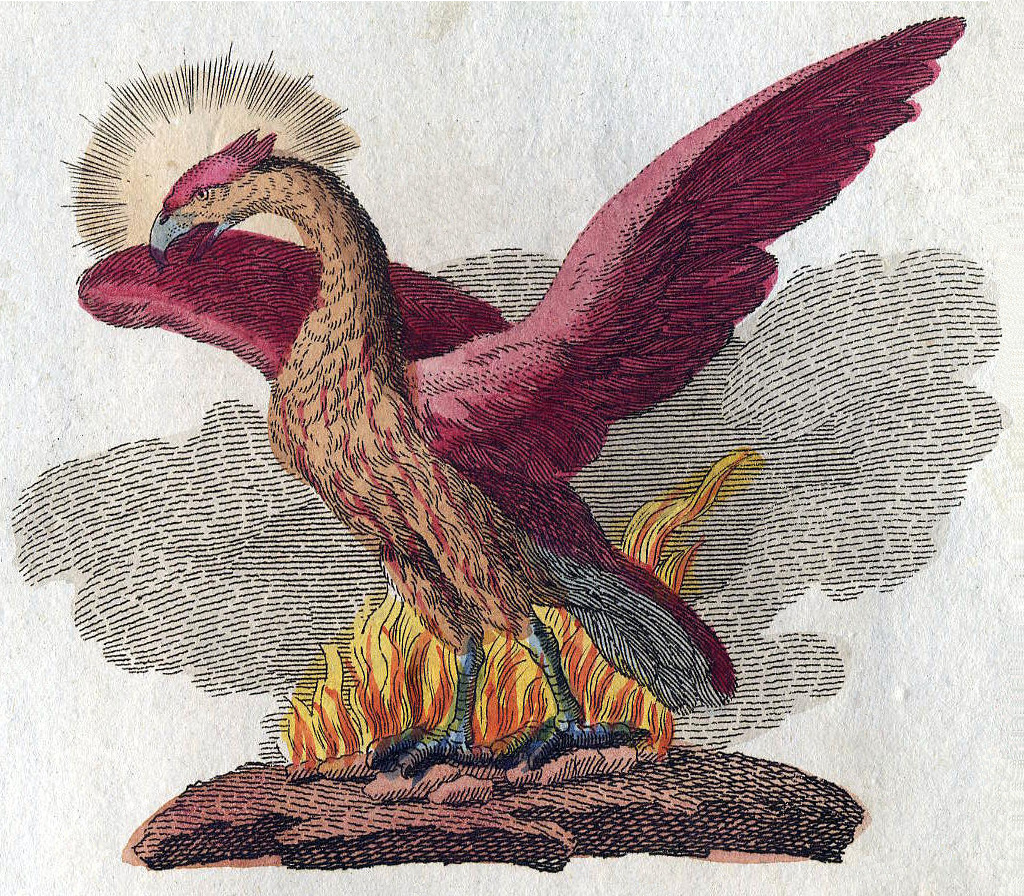
La Fenice, simbolo della rubedo o "Fase al Rosso" per la sua capacità di rinascere dalle proprie ceneri, congiungendo l'inizio e la fine di ogni ciclo.

Il termine latino rubedo, traducibile con "rossore", designa in alchimia l'ultima fase della Grande Opera, quella «al Rosso», dopo la nigredo e l'albedo: è il compimento finale delle trasmutazioni chimiche, che culminano con la realizzazione della pietra filosofale e la conversione dei metalli vili in oro. Se la nigredo consisteva nella putrefazione e l'albedo nella distillazione, la rubedo avviene per sublimazione sotto l'effetto del fuoco, cioè dello Spirito. È simboleggiata dalla fenice, oppure da un pellicano, un uovo, una rosa rossa, o un re incoronato.

## Caratteristiche
Essendo il rosso considerato dagli alchimisti il colore intermedio tra bianco e nero, tra luce e oscurità, la rubedo rappresenta il ricongiungimento degli opposti, la chiusura del cerchio, l'unione di spirito e materia, di maschile e femminile, o di Sole e Luna, in definitiva l'androgino o rebis; dopo che il piombo era stato trasmutato in argento, essa segna dunque il passaggio finale all'oro.
Analogamente, come la nigredo corrispondeva al corpo fisico dell'alchimista, e l'albedo alla sua anima, ora la rubedo ne identifica lo spirito, la parte più elevata dei tre organi costitutivi dell'essere umano.

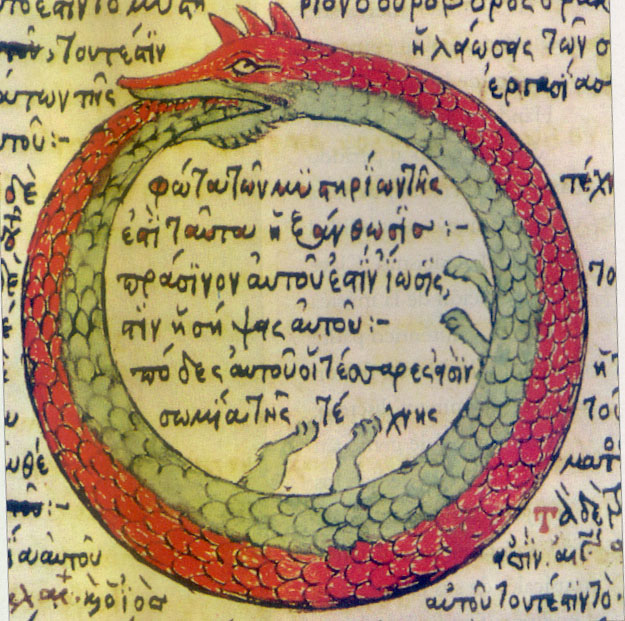
Il serpente Ouroboros nell'atto di mordersi la coda rappresenta il ciclo alchemico culminante nella rubedo

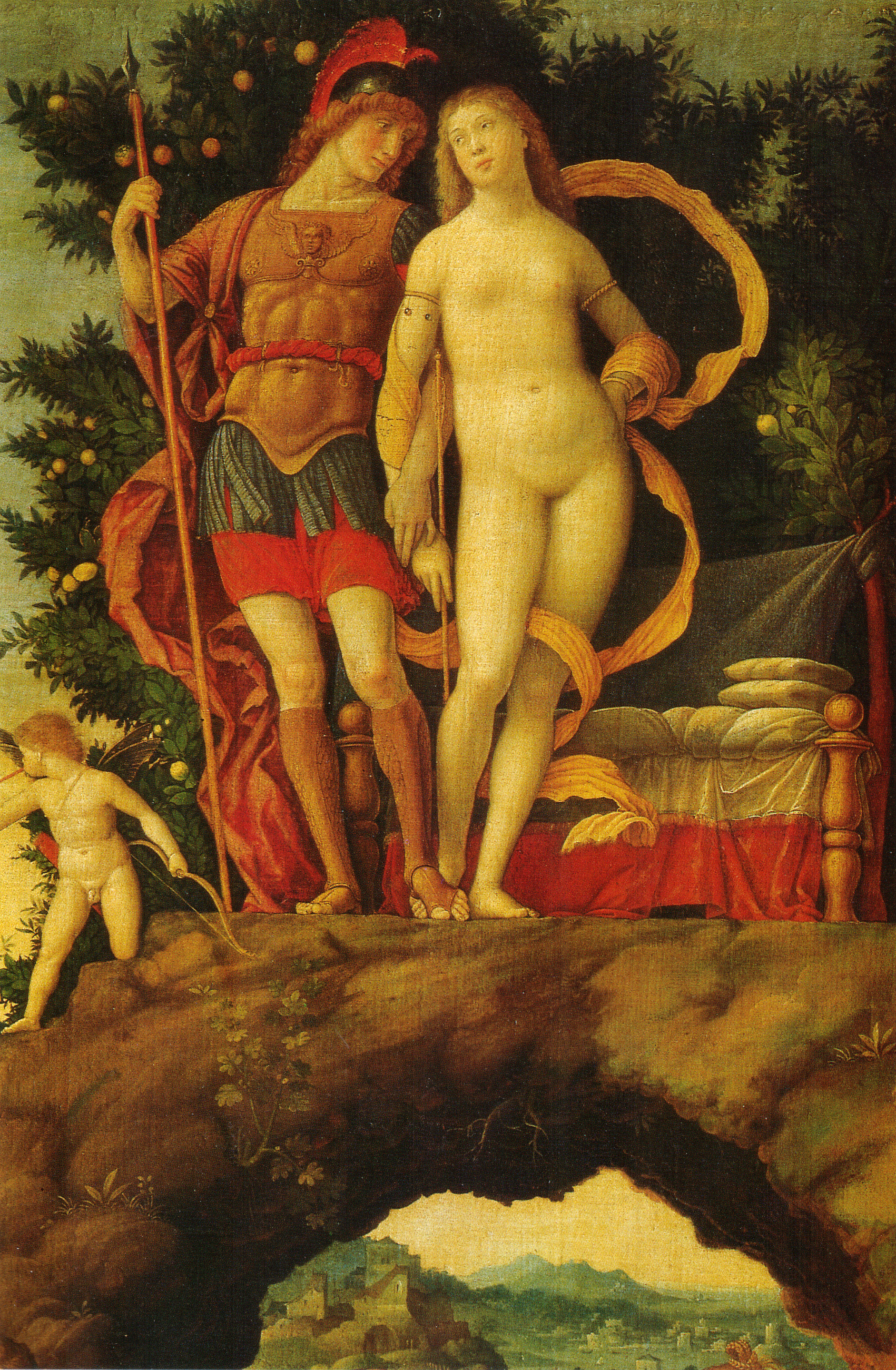
Marte e Venere (dettaglio dal Parnaso di Andrea Mantegna) espressione dell'unione alchemica degli opposti, del maschile e del femminile

Il compito finale dell'alchimista, ad un tale stadio di sviluppo, diventa non solo quello di elevarsi al di sopra della materia, ma di rincongiungersi con essa e di redimerla, dopo averla resa fertile e ripulita dagli aspetti grossolani; la sua anima cioè, dopo essersi liberata dalla corporeità, deve morire a sua volta per cedere il passo alla discesa dello spirito, realizzando la fusione dell'Io con il mondo, com'era all'inizio dell'Opera ma non più in maniera inconscia, bensì ad un livello superiore di consapevolezza, e come risultato di una sua libera volontà. L'Io giunge a rendersi strumento di Dio prendendo coscienza di essere un tutt'uno con il mondo, che in lui si rispecchia: il microcosmo è divenuto macrocosmo. Nell'alchimia cristiana il colore rosso equivale infatti alla Pentecoste, ossia alla discesa dello Spirito Santo sulla Terra in forma di lingue di fuoco.
A livello planetario la rubedo è associabile al Sole, simbolo del fuoco e dello Spirito, astro ritenuto governatore dell'oro, e nel quale la Terra sarebbe destinata a ricongiungersi in futuro al termine della sua evoluzione. Il significato del rosso rimanda invece al sangue, alla vita, alla fertilità e al sacrificio; simboleggia lo zolfo che si ricongiunge al mercurio infondendovi la propria tintura, termine alchemico che non consiste solamente nel "dipingere" ma propriamente nel "trasmutare".
Il rosso è anche l'attributo dei gradi più elevati della gerarchia massonica, così come rosso è il colore della tappezzeria delle logge in cui hanno sede i suoi rituali. La diffusione del rosso si riscontra nella presenza in numerose bandiere nazionali. Goethe ad esempio considerava il rosso il colore per eccellenza, sintesi degli opposti, che «contiene, in atto o in potenza, tutti gli altri colori», capace di «donare un'impressione tanto di gravità e dignità, che di clemenza e grazia».
Nella Divina Commedia la rubedo corrisponde all'ingresso di Dante e Beatrice nel Paradiso, mentre nell'ambito della teoria umorale alla rubedo è attribuito il temperamento sanguigno, oppure quello collerico.

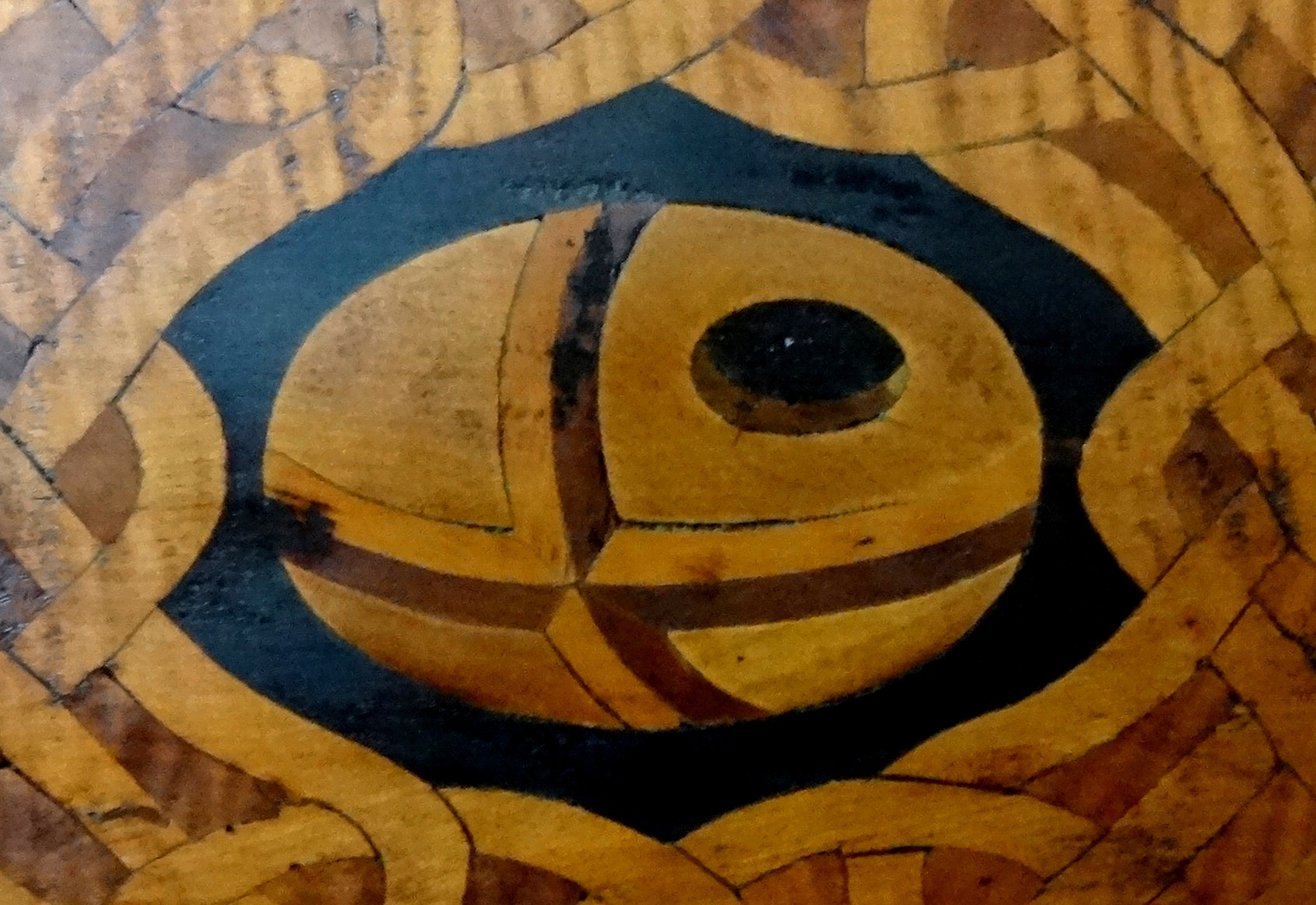
Il culmine della Grande Opera assimiliato a un uovo, sinonimo di completezza
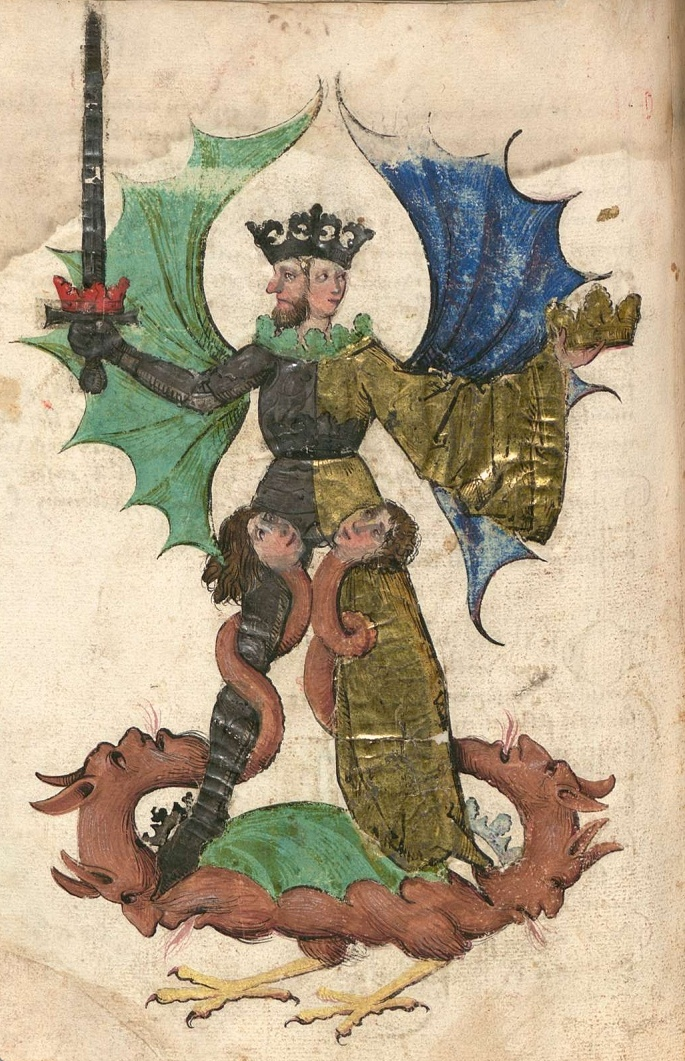
Androgino che simboleggia il rebis o unione degli opposti realizzata dalla rubedo
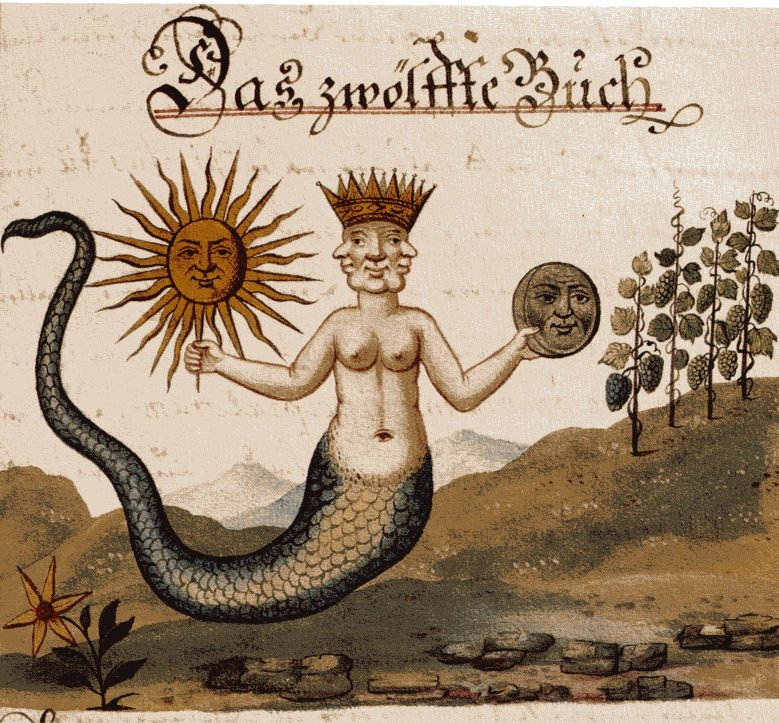
Ierogamia di Sole e Luna ad opera del serpente mercuriale, dal Clavis Artis (1738)
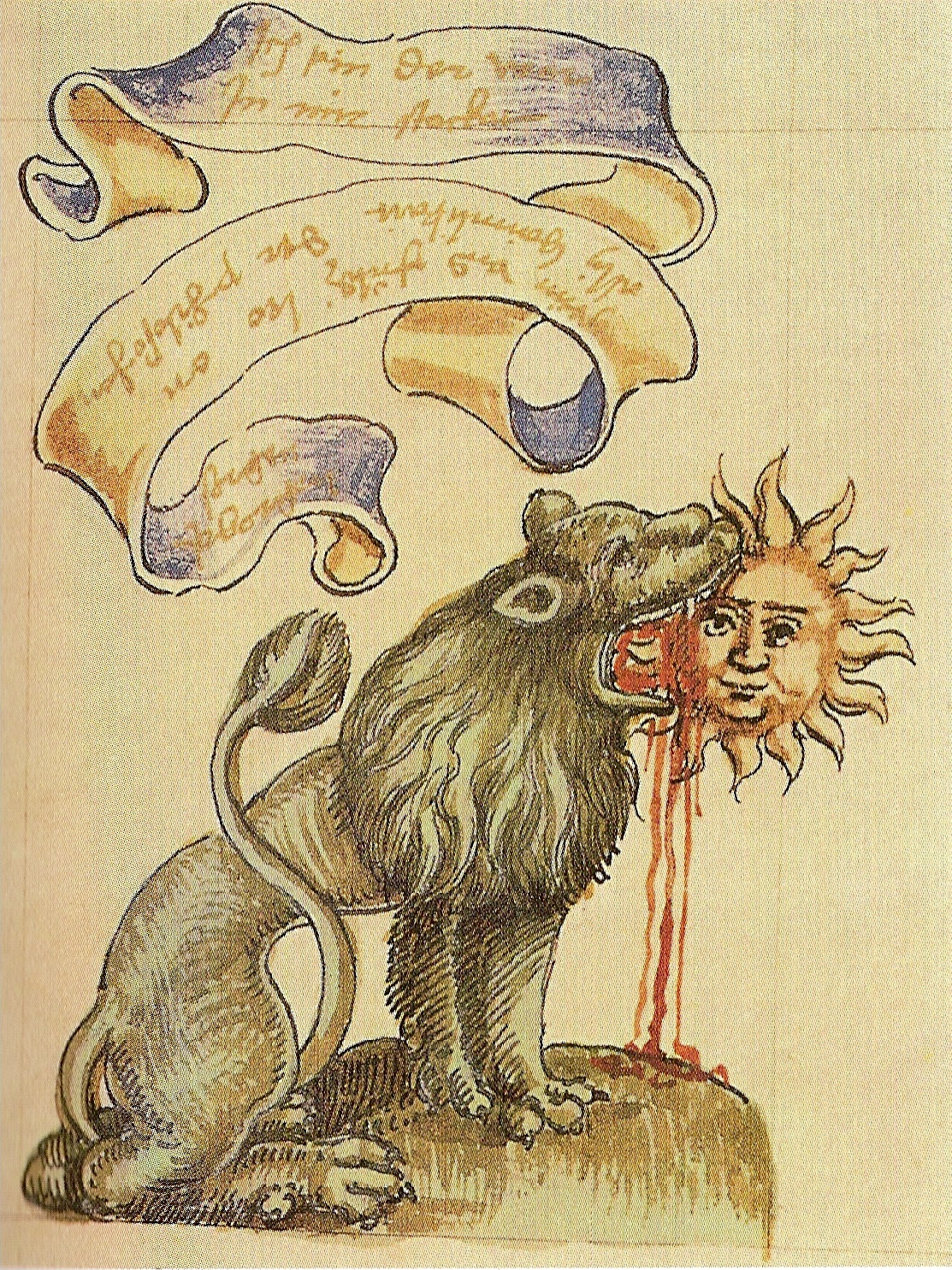
Il Leone che consuma il Sole rappresenta la «morte rossa» dell'ultima fase alchemica

### Analogie in ambito psicoanalitico
Nell'ambito della psicologia analitica sviluppata da Jung, la rubedo rappresenta l'archetipo del Sé conquistato al culmine del processo di individuazione, quando avviene la fusione tra l'ego e il Sé, simboleggiata da un uomo rosso e una donna bianca. È l'unione degli opposti, il punto in cui la persona non solo si riappropria del materiale inconscio che era stato proiettato ingannevolmente all'esterno, ma lo rielabora consapevolmente a un livello superiore aprendosi all'amore. Egli giunge così a scoprire la propria vera natura, ricevendo la manifestazione dell'Io nella sua interezza.